# Ельбер (серія романів)
Ельбер - фентезійний цикл української письменниці Мирослави Горностаєвої на основі слов'янської міфології.
Відноситься до жанру епічного фентезі. В ньому вперше зображуються "українські" ельфи.

## Сюжет
В далекій — далекій Галактиці є планета Океан... Чимось схожа на нашу... Може суші там поменше, та клімат пом’якше... І люди так само воюють з зажерливими напасниками, захищають рідні оселі, а в скрутну хвилину кличуть Богів на допомогу...
А до одного народу допомога у битві з кочівниками прийшла в досить неочікуваному вигляді. Її, ту поміч, запропонували космічні прибульці з загиблої планети. А взамін попрохали, щоб їм дозволили оселитися на цій землі, і знайти нову вітчизну замість втраченої...

## Книги
- «Вогнедан Повелитель» 2006
- «Вогонь для Вогнедана» 2008
- «Життєпис білого Ворона» 2007